# Clutch (jogo eletrônico)
Clutch (conhecido na PlayStation Network como Armageddon Riders) é um jogo pós apocalíptico de corrida e combate veicular criado pela produtora russa Targem Games em 2009, o jogo foi distribuído pela Russobit-M para o mercado Russo e também pela ShortScale para o mercado europeu no mesmo ano, e o jogo foi espalhado no mundo todo via warez por organizações conhecidas por SKiDROW e RELOADED 4 dias antes de seu lançamento oficial. Atualmente o jogo custa US$9,99 na PSN e na Steam.

## História, modos de jogo e jogabilidade
O jogo se passa em uma cidade fictícia chamada "Clutch", nela, a cidade está cheia de zumbis, seu objetivo é explorar a cidade e correr em diversas corridas pela cidade, algumas delas são:
- Corrida
- Derby (no qual o objetivo é destruir o oponente em um tempo determinado)
- Zombies (é um objetivo semelhante ao jogo carmageddon no qual você precisa matar um número definido de zumbis, antes que o tempo se esgote).

A cada corrida, o jogador é avaliado com 3 tipos de classe, elas são: M - Mature (1° lugar), T - Teen (2° lugar) e C - Children (3° lugar), no qual as duas primeiras tem semelhanças as classificações indicativas da ESRB.
No jogo é possível fazer modificações no carro para aumentar sua força (nesse caso, instalar armas letais para destruir os zumbis como por exemplo instalar um lança-chamas, um moedor e etc.) e velocidade (adequado para as corridas). O jogo também incluí 8 carros variados, eles são:
- Mustang (carro principal do jogo)
- Jeep
- Strawberry
- Shark
- Vander
- Akari
- Nukem
- Megrat

## Trilha Sonora
O jogo tem dois gêneros musicais variados que são o Rock e Eletro, ao todo são 16 músicas (8 musicas em Rock e 9 em Eletro), na parte Rock as musicas foram compostas pela banda The Beat Devils e The Stockman, na parte Eletro, as músicas foram compostas pela 1Shot, TriHorn Produtions, Gloom Tek, Mauler e Shibata.
Rock
| # | Título                           | Produtor(es)    | Duração |
| - | -------------------------------- | --------------- | ------- |
| 1 | "Evil Spirits"                   | The Beat Devils | 04:04   |
| 2 | "Kentucky Girl"                  | The Beat Devils | 02:57   |
| 3 | "Let's Go On!"                   | The Beat Devils | 03:13   |
| 4 | "Racing Hard"                    | The Beat Devils | 03:36   |
| 5 | "Fine Sexy Baby"                 | The Stockman    | 03:26   |
| 6 | "Nobody's Looking Beter Than Me" | The Stockman    | 02:27   |
| 7 | "Real Cool Time"                 | The Stockman    | 03:25   |
| 8 | "Save Me From Blues"             | The Stockman    | 03:21   |

Eletro
| # | Título                 | Produtor(es)        | Duração |
| - | ---------------------- | ------------------- | ------- |
| 1 | "Carbon Double Clutch" | 1Shot               | 07:15   |
| 2 | "Clutch Race"          | 1Shot               | 02:57   |
| 3 | "Track 1"              | Lexx                | 05:22   |
| 4 | "Track 2"              | Lexx                | 05:11   |
| 5 | "Track 3"              | Lexx                | 05:28   |
| 6 | "Brieftrager"          | Shibata             | 05:09   |
| 7 | "II Ether"             | Shibata             | 05:04   |
| 8 | "Cold Fusion"          | TriHorn Productions | 05:20   |
| 9 | "Garage Theme"         | Gloom Tek           | 01:59   |

- É possível adicionar músicas ao jogo, os pondo na pasta "My Documents/My Games/Clutch/Music" (em formato .MP3).

## Recepção
O site Gamespot deu a nota 6,5 ("justo"), na revisão dos usuários, o jogo recebeu a nota 6,2 (baseado em 127 votos) para a versão do Windows, a crítica foi escrita por Kevin VanOrd em 3 de Agosto de 2009, em uma de suas palavras ele disse que o que foi bom foi o elemento dos zumbis no jogo dizendo "...correndo pelas ruas e corredores é bom, mas a condução, por si só, não se sente muito rápido ou furioso. Felizmente, os malvados mutantes estão lá para apimentar as coisas..." e para a plataforma PlayStation 3 foi bem recebido pelos usuários que deram a nota 8,8 ("bom").
O site Metacritic deu a nota 51% ao jogo (baseado em 5 resenhas de vários sites de jogos).

## Ligações Externas
Site oficial do Clutch (Armageddon Riders)